# Народные университеты
Народные университеты (дат. folkehøjskolen, букмол folkehøgskole, нюнорск folkehøgskule, швед. folkhögskola, фин. kansanopisto, фин. työväenopisto, фин. kansalaisopisto, нем. Volkshochschulen) — учреждения дополнительного образования для взрослых в скандинавских странах, в Финляндии, а также в Германии. Они преследовали ту же задачу, что и university extension, но возникли совершенно независимо и получили особую организацию.

## История
Мысль об учреждении народных университетов принадлежит Грундтвигу, и впервые была осуществлена в 1843 году, когда на средства, собранные среди сторонников идей Грундтвига в Дании и Норвегии, в Дании были устроены два таких учебных заведения. 
Более широкое распространение народные университеты получили с 1860-х годов; из Дании и Норвегии они распространились в Швеции (где их в 1893 году насчитывалось 25). Затем они появились на территории Финляндии, которая в то время была частью Российской империи.
Позднее народные университеты появились в Германии. Одновременно, в Англии открывались похожие учебные заведения — открытые университеты (university extension). Потом — в США, Австро-Венгрии и Франции.
Первым учебным заведением, открывшимся в России под названием «народного университета» стали общеобразовательные курсы, которые организовало Педагогическое общество взаимной помощи в Санкт-Петербурге в 1897 году — по плану и инициативе К. И. Арабажина. Резко изменила ситуацию революция 1905 года. В 1908 году в Москве открылся Народный университет имени А. Л. Шанявского; общества народных университетов появились в Казани, Нижнем Новгороде, Оренбурге, Смоленске, Саратове, Воронеже, Пскове, а также Самаре, Екатеринодаре (Краснодаре), Тифлисе, Киеве, Уфе, Твери, Валуйках, Ростове, Астрахани, Баку.

### Организация
Народные университеты скандинавских стран представляли собою своеобразные школы, в которых высшее образование не только распространялось среди народных масс, но и приспосабливалось к их потребностям. 
Высшие народные школы для совместного обучения взрослых обоего пола содержались преимущественно на средства, предоставляемые частными обществами и на ученические взносы за право слушать лекции. Слушателями и слушательницами курсов принимались молодые люди не моложе 18 лет, окончившие курс в народной школе. Преподавание велось в виде популярных лекций по разным предметам общеобразовательного характера и совершенно не было стеснено заранее установленной программой. Во многих школах обращалось серьёзное внимание на практическую подготовку учащихся и на сообщение им полезных сведений, из которых они могли бы потом извлечь практическую пользу. Чтение лекций часто сопровождалось обменом взглядов между лектором и слушателями, нередко переходящим в продолжительный диспут. Высшие народные школы обходились без выпускных экзаменов; свидетельства о прохождении курса выдавались слушателям только по их собственному желанию, и число желающих было всегда самое ограниченное. 
В числе преподававшихся предметов были:
- закон божий,
- шведский или финский языки и их литература,
- отечественная и общая политическая история,
- естествоведение,
- география,
- арифметика,
- геометрия,
- государственное устройство Финляндии,
- рисование,
- черчение,
- бухгалтерия,
- агрономия,
- гигиена,
- ветеринарное искусство,
- молочное хозяйство,
- пение,
- игра на народном инструменте «кантеле»,
- ручной труд,
- гимнастика,
- для женщин — кулинарное искусство.

### Первая Высшая народная школа в Финляндии
Первая Высшая народная школа в Финляндии была открыта в 1889 году в г. Борго. За последующие десять лет число этих школ достигло 21. Учащихся за весь этот период было 5352 чел. В различных школах среднее число учащихся за год колебалось между 18 и 54. В 1899 году школы посещали 273 мужчин и 426 женщин, или в общем 699 лиц, из которых 399 её успешно закончили. Большинство учащихся — как мужчин, так и женщин — принадлежало к классу собственников, имевших свои дворы. 
Предметы, по которым проходили занятия, были распределены на две группы: 
- к первой относилось, главным образом, теоретическое изучение, путём пояснительных лекций;
- во второй обращалось внимание на практическое ознакомление с делом.

#### Финансовая сторона
Весь приход за год равнялся 12 612 маркам ученической платы, 49 655 марок от взносов членов обществ и ренты от пожертвованных капиталов, 6595 марок, вырученных с полей, садов и огородов, 58 724 марок, поступивших от разных земледельческих обществ, и, наконец, 49 000 марок пособий от государственного казначейства.
Ученическая плата, в среднем, не превышала 20 марок за слушание одного курса. В каждой школе имелось небольшое число учеников, обучавшихся бесплатно. Расходы по содержанию школ были весьма различны, в зависимости от обширности программы; начиная с 6041 марок (в Борго), они доходили до 16 845 марок (в Лаукасе). Средний годовой расход на школу не превышал 10 000 марок.
Наиболее значительной статьёй расходов во всех школах было вознаграждение, получаемое персоналом учащих (в среднем — 6861 мар.). Персонал этот обыкновенно был немногочисленным. В состав входили директор, местный пастор как законоучитель, две или три учительницы и столько же учителей. Директор, как полноправный хозяин школы, задавал тон всему делу. От его личных качеств зависел весь успех занятий, рациональность школьной организации и успешное ведение хозяйства. Директор, кроме квартиры, получал в год обыкновенно 3000 мар., учительница — 600, учитель — 1800 марок. Многие высшие школы обзаводились собственными домами, службами и обширными земельными участками.

## Народные университеты в современной Германии
Народные университеты в Германии (нем. Volkshochschulen) существуют с 1919 года. Тогда социальные потрясения потребовали от людей быстро адаптироваться и приобретать новые квалификации.
В настоящее время в Германии насчитывается более 900 народных университетов, в которых учатся около 6,5 млн человек. К примеру, Народный университет города Кобленц обучает 18 тыс. слушателей, которым предлагают на выбор 1200 курсов. Наиболее популярными являются курсы иностранных языков, а также курсы, связанные со здоровьем и культурой. В народных университетах даже обучают уходу за домашними питомцами или дают возможность поучаствовать в реконструкции исторической битвы. Большинство преподавателей народных университетов работают внештатно, у них не обязательно есть профильное педагогическое образование, но они должны доказать свой профессионализм в выбранной теме. 
Народные университеты получают финансирование из федерального бюджета, бюджета федеральной земли и городского бюджета, эти средства покрывают обычно 40% расходов университета. Остальные средства народные университеты получают в виде платы от слушателей, но стоимость курсов в народных университетах значительно ниже рыночных.